# The River (álbum)
The River é o quinto álbum de estúdio, e primeiro álbum duplo do cantor americano Bruce Springsteen. O álbum foi lançado em 17 de outubro de 1980. A Rolling Stone classificou-o na 250.ª posição de sua lista dos "500 Melhores Álbuns de Todos os Tempos".

## Paradas e posições
| País/Parada (1980)                    | Melhor posição |
| ------------------------------------- | -------------- |
| Austrália (Kent Music Report)         | 8              |
| Países Baixos (Dutch Charts)          | 2              |
| França (SNEP)                         | 3              |
| Alemanha (Offizielle Deutsche Charts) | 31             |
| Japão (Oricon)                        | 28             |
| Nova Zelândia (RMNZ)                  | 2              |
| Noruega (VG-lista)                    | 1              |
| Espanha (PROMUSICAE)                  | 5              |
| Suécia (Sverigetopplistan)            | 2              |
| Suíça (Schweizer Hitparade)           | 36             |
| Reino Unido (Official Albums Chart)   | 2              |
| Estados Unidos (Billboard 200         | 1              |